# Aberarth
Aberarth (Ceredigion, País de Gal·les) és un petit poble costaner situat a l'extrem sud de la Badia d'Aberteifi (anglès: Cardigan Bay), entre Aberystwyth i Aberteifi (anglès: Cardigan).
Tal com el seu nom indica (cf. Aber), el poble està situat a la desembocadura del Riu Arth i al costat de la carretera litoral A487.
El poble té cert renom històric, atès que fou fundat en temps de la invasió normanda. Els normands construïren el Castell de Dineirth una mica més amunt de la vall del riu. Durant el segle xii, els monjos cistercencs feien servir la zona de port marítim per a importar un tipus de pedra de Bristol, que empraven per a la construcció de l'Abadia de Strata Florida (gal·lès: Ystrad Fflur), en terres cedides per Rhys ap Gruffydd, el "Senyor de Rhys".
L'Església de Llanddewi d'Aberarth, situada més cap al sud del municipi, té reputació per estar construïda al lloc d'una església del segle ix. L'església té una torre normanda que fou reconstruïda l'any 1860.
Aberarth participà en la indústria de construcció naval anterior al 1850, però perdé importància amb la decadència de la indústria.
La platja, coberta de còdols, és molt coneguda entre els amants del surf a certs moments de l'any.
L'any 2005, es finalitzà la construcció d'un passeig de vianants que connectà Aberarth amb el municipi veí, i més gran, d'Aberaeron.